# Sur, Schweiz
Sur (tysk och officiell stavning) eller Sour (rätoromansk stavning) är en ort och tidigare kommun i regionen Albula i den schweiziska kantonen Graubünden. Från och med 2016 är den en del av kommunen Surses. 
Det traditionella språket är surmeirisk rätoromanska, som förr var hela befolkningens modersmål. Under senare delen av 1900-talet har deras andel dock sjunkit till tre fjärdedelar, till förmån för tyska. Barnen från Sur går i skola i Savognin där undervisningsspråket är rätoromanska i årskurs 1-6 och tyska i årskurs 7-9. Nästan alla invånare är katoliker.